# JSX (JavaScript)
JSX (JavaScript XML, formally JavaScript Syntax eXtension) は、 JavaScript に XML のような文法が拡張された言語である。もともとReactで使用するためにFacebook（現Meta）によって作成されたJSXは、複数のWebフレームワークで使用されている:5:11 。糖衣構文（シンタックスシュガー）であるJSXは通常、元のJSXと構造的に似ているJavaScriptの関数呼び出しによって作られたコードに変換される。

## マークアップ
JSXコードの例:
```
const
 
App
 
=
 
()
 
=>
 
{

   
return
 
(

     
<
div
>

       
<
p
>
Header
</
p
>

       
<
p
>
Content
</
p
>

       
<
p
>
Footer
</
p
>

     
</
div
>

   
);
 

}

```

### ネストされた要素
同じ階層に複数の要素を配置する場合、<div>のような親要素か、配列が返され親要素が作られない<Fragment>(<>と短縮できる)を使って囲う必要がある:68-69。

### 属性
JSXは、HTMLによって提供される属性と同様な属性を使用できる。また、カスタム属性を定義し、コンポーネントに渡すこともできる。すべての属性は、コンポーネントにpropsとして渡される。

### JavaScript式
JavaScript の 式 (ただし文ではない)は、{}の JSX 内の中括弧に入れることができる:14-16。
```
  
<
h1
>
{10+1}
</
h1
>

```

Reactの場合、以下のようにレンダリングされる:
```
  
<
h1
>
11
</
h1
>

```

### 条件付き表現
If文 は JSX 内で使用不可能だが、代わりに三項演算子を使用できる。
この例 { i === 1 ? 'true' : 'false' } では 'true' という文字列がiが1のため選択される。
```
const
 
App
 
=
 
()
 
=>
 
{

   
const
 
i
 
=
 
1
;

   
return
 
(

     
<
div
>

       
<
h1
>{
 
i
 
===
 
1
 
?
 
'true'
 
:
 
'false'
 
}</
h1
>

     
</
div
>

   
);

}

```

これはReactの場合以下のようにレンダリングされる:
```
<
div
>

  
<
h1
>
true
</
h1
>

</
div
>

```

同様に関数も使用できる::88-90
```
const
 
App
 
=
 
()
 
=>
 
{

   
const
 
sections
 
=
 
[
1
,
 
2
,
 
3
];

   
return
 
(

     
<
div
>

       
{
sections
.
map
((
n
,
i
)
 
=>
 
(

           
/* 'key' is used by React to keep track of list items and their changes */

           
/* Each 'key' must be unique */

           
<
div
 
key
=
{
"section-"
 
+
 
n
}>

               
Section
 
{
n
}
 
{
i
 
===
 
0
 
&&
 
<
span
>(
first
)</
span
>}

           
</
div
>

       
))}

     
</
div
>

   
);

}

```

これはReactの場合以下のようにレンダリングされる:
```
<
div
>

  
<
div
>
Section 1
<
span
>
(first)
</
span
></
div
>

  
<
div
>
Section 2
</
div
>

  
<
div
>
Section 3
</
div
>

</
div
>

```

JSXは、ウェブブラウザで読み込まれる前に、Babelなどのツールで変換する必要がある:5。ほとんどの場合、このプロセスはデプロイ前のビルドで行われる。